# Walmir Ayala
Walmir Félix Ayala (Porto Alegre, 4 de janeiro de 1933 - Rio de Janeiro, 28 de agosto de 1991) foi um poeta, romancista, memorialista, teatrólogo, ensaísta, crítico literário e crítico de arte brasileiro.

## Biografia
Filho de Sylvio Solano Ayala e Letterina Riccardi Ayala, Walmir Ayala perde a mãe aos quatro anos. Seu pai, a princípio um modesto mecânico,  prosperou quando passou a trabalhar com a venda de autopeças.
Cursou Filosofia pela PUC-RS sem concluir o curso. Em 1955 publica seu primeiro livro de poesia, Face Dispersa,  financiado por seu pai. Em 1956, transfere-se para a cidade do Rio de Janeiro, onde começa a colaborar com jornais e se destaca
incialmente como autor teatral. Entre 1959 e 1965 atua  como crítico de teatro em diversos periódicos, a exemplo do Jornal de Letras e da revista Leitura.
Autor de uma obra bastante extensa em todos os gêneros, seu romance de maior sucesso, À beira do corpo (1964), sempre reeditado, conquistou o público e a crítica ao longo dos anos.
Colaborou intensamente com diversos periódicos, como o Correio da Manhã, Última Hora, O Cruzeiro e o Jornal do Brasil (1968 - 1974), como crítico de artes plásticas. Também escreveu vários livros  para o público infantojuvenil.
A partir de 1970 trabalhou como assessor cultural do Instituto Nacional do Livro. Nas décadas seguintes, publicou vários ensaios sobre arte brasileira. Sua obra poética compreende os livros O Edifício e o Verbo (1961), Questionário (1967), Cangaço Vida Paixão Norte Morte (1972), Memória de Alcântara (1979) e Os Reinos e as Vestes (1986), entre outros. A poesia de Walmir Ayala vincula-se à terceira geração do Modernismo brasileiro. Foi um dos escritores brasileiros mais premiados de sua geração, nos vários gêneros literários a que se dedicou.
Organizou diversas antologias, a exemplo da Antologia dos poetas brasileiros – fase modernista (Ediouro, 1967), a quatro mãos com Manuel Bandeira. Ainda em 1967, recebeu o grande prêmio nacional de Poesia, concedido pela Fundação do Distrito Federal, pelo livro Cantata. No discurso de agradecimento, diante dos militares em Brasília, com coragem protestou contra a repressão aos estudantes nas ruas da cidade. Coordenou, a partir de 1975, a elaboração dos dois últimos volumes do Dicionário Brasileiro de Artistas Plásticos, publicado pelo Ministério da Educação (MEC).
Traduziu para o português obras dos espanhóis Miguel de Cervantes (1547-1916) e Federico García Lorca (1898-1936), entre outros autores clássicos, além do poema Martín Fierro, do argentino José Hernández (1834-1886), publicado pela Ediouro em 1991.

## Obra
Ayala se destacou sobretudo como ficcionista e poeta, um dos maiores de sua geração ao lado de Hilda Hilst, Renata Pallottini, Ferreira Gullar, Alberto da Costa e Silva e Mário Faustino, muitos deles, seus amigos. Sua poesia motivou as seletas Antologia poética (1965), Poesia revisada (1972), Melhores poemas (2008, organização de Marco Lucchesi) e, no exterior, Ocho poemas ineditos (1965), tradução de Pilar Gómez Bedate, e Museo de camara (1986), tradução de Rosa Chacel, ambas em versão bilíngue (espanhol/português), publicadas em Madri. 
Sobre sua poesia escreveu Carlos Drummond de Andrade no Correio da Manhã: “E já que de livros te agradas, saúda, musa, a musa de Walmir Ayala, cuja Antologia Poética aí está, restaurando a poesia como vibração do ser inteiro e como sábio espetáculo de palavras que buscam fatalizadamente (e acham) seu ritmo e organização encantatória. Que diferença dos gelados e vazios exercícios formalistas, amparados em muletas de teoria e vã guarda, quer escapistas, quer pretensamente participantes, que nos massacram a paciência. E Walmir se confessa poeta em formação, a que só interessa a ‘alta alucinação da provada beleza’ sentindo que não lhe provará nunca a ‘transcendida amargura’. Dize-lhe, musa, que em muitos poemas ele alcançou essa alucinação, e que seu verso é uma realidade acima de modas. Quem escreve coisas assim: A saudade, como um falcão ocupa o ombro da memória... tem pacto com a poesia como outros o têm com o diabo”. 
Em 2019, a revista Hoblicua dedicou número especial ao escritor, organizado por Carlos Newton Júnior, com diários inéditos, cartas, poemas e entrevistas.

### Livros publicados
- Face Dispersa (1955)
- Este sorrir, a morte (1957)
- O Edifício e o Verbo (1961)
- Difícil é o reino (1962), diário
- A Novíssima poesia brasileira, antologia (1962)
- O visível amor (1963), diário
- À Beira do Corpo (1964), romance
- Antologia poética (1965)
- Poemas da paixão (1967)
- Antologia dos poetas brasileiros: fase modernista (1967), antologia
- Cantata (1966)
- Questionário (1967)
- Diário de bolso (1970), crônicas
- A criação plástica em questão (1970), ensaio
- Poesia Revisada (1972)
- Cangaço Vida Paixão Norte Morte (1972)
- Natureza Viva (1973)
- Ponte sobre o rio escuro (1974), contos
- A Fuga do arcanjo (1976), diário
- A Pedra iluminada (1976)
- Memória de Alcântara (1979)
- A Nova terra (1980), romance
- Estado de choque (1980)
- Vicente, inventor (1980), ensaio sobre Vicente do Rego Monteiro
- Partilha de sombra (1981), romance
- Águas como espadas ( 1983)
- Os Reinos e as Vestes (1986)
- Dicionário de pintores brasileiros (1986)
- Antologia de estética, teoria e crítica literária (1988), crítica literária
- A Selva escura (1990), romance
- Antologia poética - Mário Quintana (1990), crítica literária
- Antologia poética - Lêdo Ivo (1990), crítica literária
- Antologia poética - Gregório de Matos (1991), crítica literária
- Antologia poética - Marcos Konder (1991), crítica  literária
- O Anoitecer de Vênus (1998), contos
- Cartas de amor (1998), crítica  literária
- As ostras estão morrendo (2007), romance
- Melhores contos (2011)
- Crônicas para jovens (2015)
- Poemas do Surf (2019 - póstumo)

### Literatura infantil
- O canário e o manequim (1961)
- Histórias dos Índios do Brasil (1971)
- A Toca da Coruja (1972)
- A pomba da paz (1974)
- Moça lua e outras lendas (1974)
- O Burrinho e a Água (1982)
- A Vitória-Régia e o Beija-Flor (1999)
- Guita no jardim (1980)
- O futebol do rei leão (1984)
- O forasteiro (1986)
- Dedo-de-rato (1991)
- O coelho Miraflores (1993)
- O Estregalo (1993)

etc.